# Gymnastique aux Jeux olympiques d'été de 1996
Navigation
Barcelone 1992 Sydney 2000
Aux Jeux olympiques de 1996, deux disciplines de gymnastique sont au programme : la gymnastique artistique et la gymnastique rythmique et sportive.